# Gouvernement révolutionnaire provisoire de la république du Sud Vietnam
Pour les articles homonymes, voir GRP.
1969–1976
Entités précédentes :
- République du Viêt Nam

Entités suivantes :
- République socialiste du Viêt Nam

Le Gouvernement révolutionnaire provisoire de la république du Sud Vietnam (GRP) est le gouvernement fondé en 1969 par le Front national de libération du Sud Viêt Nam (dit également Viêt Cong) pour administrer les territoires sous son contrôle durant la guerre du Vietnam. Comme le Việt Cộng, il s’agissait d’une organisation de facto contrôlée par les communistes nord-vietnamiens. Il fut le gouvernement de l'ensemble du Sud-Viêt Nam après la chute de Saïgon le 30 avril 1975, jusqu’au 2 juillet 1976, date de la réunification officielle entre Sud-Viêt Nam et Nord-Viêt Nam.

## Création
Il a été constitué le 8 juin 1969 à partir de l’organisme politico-militaire du Front national de libération du Sud Viêt Nam, également connu sous le nom de Viêt Công, et de son alliance avec d’autres mouvements comme Force paix et démocratie, Alliance nationale ou encore le Parti révolutionnaire du peuple. Bien que théoriquement indépendants et garantissant l’apport d’un certain nombre de points de vue politiques, ces groupes restaient en réalité très proche du gouvernement communiste nord-vietnamien et menaient une guérilla contre le gouvernement du Sud-Viêt Nam et ses alliés américains.

## Objectifs
Le GRP a été chargé d’administrer les territoires « libérés », soit conquis sur le gouvernement sud-vietnamien et d’offrir son aide aux populations locales sans se départir de manœuvres d’embrigadement.
Il participa aux pourparlers qui aboutirent aux accords de Paris en 1973 avec les difficultés que cela entraina : 3 « Vietnam » autour d’une même table. Cependant, le gouvernement de la République du Viêt Nam à Saïgon était toujours le gouvernement légitime de tout le Sud-Viêt Nam.

## Compétences
Ce gouvernement dirigea la totalité du Viêt Nam du Sud après la chute de Saïgon le 30 avril 1975 et ce, jusqu’à sa dissolution le 2 juillet 1976 pour laisser place à un Vietnam réunifié administrativement et politiquement sous le nom de république socialiste du Viêt Nam.

## Personnalités
- Huỳnh Tấn Phát nommé président dès la création du GRP en 1969. Les évènements feront qu’il sera le seul chef d’État communiste du Sud-Viêt Nam.
- Nguyễn Thị Bình ministre des Affaires étrangères, nommée également en 1969. C’est à ce titre qu’elle représentera le GRP aux négociations des accords de Paris en 1973.